# Ğazı II Giray
Ǧazı II Giray Khan, detto Bora o Tempesta (1551 – 1607), fu khan di Crimea dal 1588 al 1596 e dal 1597 al 1607.
Poeta ed alleato degli Ottomani, si vide nel 1596 usurpare il trono dal fratello Fetih I Giray, che egli stesso catturò in battaglia e condannò a morte.